# Riparia congica
Riparia congica là một loài chim trong họ Hirundinidae.